# Brahms (cràter)
Brahms és un cràter d'impacte en el planeta Mercuri de 100 km de diàmetre. Porta el nom del compositor i pianista alemany Johannes Brahms (1833-1897), i el seu nom va ser aprovat per la Unió Astronòmica Internacional el 1979.
Hi ha una muntanya aïllada de 3.000 m d'alçada i 20 km de diàmetre al seu centre.